# 橘正通
橘 正通（たちばな の まさみち）は、平安時代中期の貴族・歌人・漢詩人。右大臣・橘氏公の玄孫である大舎人頭・橘実利の子。官位は正四位下・宮内卿。

## 経歴
大学寮にて学び、源順に師事する。加賀掾・宮内少丞を歴任。具平親王の侍読を務め、門下に紀斉名らを育てた。
『本朝神仙伝』によると、晩年は高麗へと渡ったという。天禄3年（972年）の「女四宮歌合」などへの出詠が知られ、『詞花和歌集』『本朝文粋』『類聚句題抄』『善秀才宅詩合』などにその詩作が残っている。